# اریکا گیتسی
اِریکا گِیتسی (مجاری: Erika Géczi؛ زادهٔ ۱۰ march ۱۹۵۹ (۶۶ سال)) ورزشکار اهل مجارستان است.
وی در مسابقات کشوری و بین‌المللی در مجموع برندهٔ ۱ مدال طلا، ۴ مدال نقره، ۲ مدال برنز شده‌است.